# Surprise Moriri
Surprise Mohlomolleng Moriri (Matibidi, 20 marzo 1980) è un ex calciatore sudafricano, di ruolo centrocampista.

## Carriera

### Nazionale
Ha debuttato in un'amichevole contro il Lesotho l'8 ottobre 2003. Il suo primo gol in nazionale è stato marcato nella vittoria per 3–0 contro il Ciad nelle qualificazioni per la Africa Cup of Nations. Era nella squadra sudafricana per la African Nations Cup del 2008 ed è stato scelto tra i 30 giocatori della prima lista dei convocati per i mondiali del 2010, da cui sono usciti poi i 23 che hanno partecipato al mondiale.

## Palmarès

### Club

#### Competizioni nazionali
- Premier Soccer League (Sudafrica): 4

Mam. Sundowns: 2005-2006, 2006-2007, 2013-2014, 2015-2016
- Coppa di Lega sudafricana: 1

Mam. Sundowns: 2015